# 色情男女
《色情男女》是一部於1996年上映的香港電影，由爾冬陞與羅志良聯合執導，張國榮、莫文蔚與舒淇主演，是一部打著“三級片”旗號的文藝勵志片，描述當時香港影壇的嘲諷喜劇。片中張國榮飾演一位在商業票房與藝術水準間掙扎的年輕導演，舒淇、徐錦江則是片中他在出錢老闆要求下，指名使用的三級演員，除有三級的養眼視覺效果外，更透過故事的本身來表達對電影圈與電影文化的看法，戲謔中有著強烈批判。值得一提的是，爾冬陞在片中調侃自己，讓劉青雲客串一位名為“爾東陞”（一字之差，音同字不同）的導演，因票房失利而跳海自殺，結果竟令原本沒人看的遺作票房一夕暴漲。
爾冬陞的《新不了情》曾在香港創下一股文藝片風潮，當年這位手握兩座金像的文藝導演忽然宣佈開拍三級片，令許多人大跌眼鏡。爾冬陞嘆道：“因為現在香港沒人看電影，要搞出噱頭才能吸引觀眾進戲院。”結果表現不俗，入圍了第47屆柏林影展，並得到第16屆香港電影金像獎最佳電影等7項提名，舒淇得到最佳女配角及最佳新人獎。

## 劇情簡介
本片是敘述影星張國榮飾演的年輕導演“阿星”，對電影藝術有著憧憬與抱負，但一連兩部電影賣垮了後，沒有人願意再投資他拍攝藝術電影。在生活的壓力下，不得不暫時拋下理想面對現實，接下黑道片商的資金，開拍他原先認為不入流的三級片。不過隨著與三級片星、以及流落到三級片廠的失意幕後工作者接觸後，他有了新的認識，即處處都可發揮藝術理想，三級片亦是創作空間，整個創作觀有了全新轉變。
在這部作品中，除了內容外，導演更用鏡頭的跳換來顯現理想與現實間的衝突和矛盾，並清楚點出電影圈的生態狀況，例如出資老闆的黑金背景、不懂藝術只重票房，與包括導演在內的幕後工作人員在景氣不佳，無片可拍的情況下不得不為五斗米折腰，以及觀眾不重內容只看噱頭的心態，還有三級片星的內心世界等，皆有著深入而大膽的剖析。
至於在三級情節上，眾演員皆應劇情需要而大膽犧牲，其中張國榮是背面、臀部全裸登場，幾場與其女友莫文蔚的床戲十分大膽。而飾演脫星的舒淇更是全裸上陣，一場身披白紗，有如石雕般的唯美。不過最震撼的還是本片最後一個畫面，由張國榮帶著十多名工作人員全裸上陣，或正面、或背面，讓人對導演的手法嘆為觀止。

## 人物角色
| 演員   | 角色           | 備註                   |
| ------ | -------------- | ---------------------- |
| 張國榮 | 阿星           | 導演                   |
| 莫文蔚 | May            | 阿星女友               |
| 舒淇   | 夢嬌           | 女脫星                 |
| 羅家英 | 阿蟲           | 監製                   |
| 秦沛   | 黃老闆         | 出錢拍三級片的黑道大哥 |
| 徐錦江 | 華叔           | 男脫星                 |
| 文蘭   | 阿星的媽媽     |                        |
| 劉青雲 | 爾東陞         | 跳海自殺的導演         |
| 黃秋生 | 王導演         | 特別客串               |
| 丁子峻 | 阿偉           | 拍實驗電影的學生導演   |
| 敖志君 | 頂爺           | 攝影師                 |
| 張同祖 | 頒獎給星仔的人 |                        |

友情演出：谷德昭、陳德森、王日平、黃岳泰、李子衡
聯合演出：鍾碧霞、梁永光、劉澤源、王延明、吳非傑、周婷、饒芷昀、馮光裕、簡婕、駱鎮堅、麥少華、關勇、蘇偉南

## 電影歌曲
'色情男女' / 作曲, 蔡德才 ; 作詞, 林夕 ; 主唱, 莫文蔚, 陳小春. 主題曲.
'那年的話' / 作曲, 劉天健 ; 作詞, 易家揚 ; 主唱, 趙傳.
'鼓聲若響' / 作曲, 陳昇 ; 作詞, 陳昇 ; 主唱, 陳昇.
'谈情说爱' / 作曲, 江志仁 ; 作詞, 林夕 ; 主唱, 张国荣.

## 軼事
- 這部戲的男主角人選，可說經歷連番波折，最先找張學友演出，學友卻以未能接受戲中的大膽演出為理由推辭。角色接著落在周星馳身上，星仔看了劇本後答允演出，但因星仔和導演爾冬陞意見分歧，小寶宣布以張國榮代替周星馳。爾冬陞話：「其實最初係接觸張國榮做主角，但因為張國榮無期先至找學友、星仔，Leslie後來有期，就順理成章用回他。」[4]
- 導演爾冬陞對主角張國榮的表現十分佩服，演出情慾戲的投入程度，連他也自嘆不如，讚他是偉大的三級片演員。有些粗話，張國榮也肯照講；而外表正經嚴肅的羅家英，講起粗話，更令人發噱。因此本片拍得非常開心，現場氣氛輕鬆，毫無壓力。
- 本片最後導演“阿星”所完成的“三級片”，是爾冬陞放手讓張國榮親自執導的，所有走位、運鏡，都交給他決定，還可以喊NG，剪接、配樂等後期制作，亦由他一手包辦。張國榮事前也做了功課，看了大島渚的《感官世界》及一些日本名導早期的色情片作品，初試身手，花了7個小時完成了銀幕上兩分鐘的戲。爾冬陞認為拍得極有水準，坦承即使是他也不敢去到如此大膽的尺度。
- 舒淇演出本片時，剛剛進入電影圈幾個月，拍了幾部三級片。她因演出本片獲得香港金像獎最佳女配角及最佳新人，成功由三級女星轉型。她在片中全程講粵語，只有一場對張國榮傾訴心聲的戲中，她以母語國語說出：「以前家裡很窮，我由台灣來香港發展，拍電影是希望賺多點錢，給父母過好一點的日子……」舒淇這場國語告白發自她的心中，把她自身的遭遇吐露出來，令人動容。
- 片中跳海自殺的導演“爾東陞”的遺作“沒有車軩的戰車”，是暗指爾冬陞的前一部電影《烈火戰車》。事實上《烈火戰車》的票房非常好，達3300萬港幣。爾冬陞事後表示，這個安排其實是一句反話，開個玩笑告訴同業，即使有一天他真的戲垮了也不會自殺，讓大家放心，可惜大家沒有明白。
- 片中飾演的攝影師“頂爺”的敖志君，是一位貨真價實的攝影師，曾經為近70部電影擔任攝影。他是香港著名攝影師黃岳泰的弟子，攝影出身的導演劉偉強也是敖志君帶入門。
- 本片的靈感是來自爾冬陞的一位副導演林慶隆的經歷。片中監製“阿蟲”帶“阿星”去戲院觀摩的三級片，就是林慶隆執導，王晶監製的《滿清十大酷刑》。一日林慶隆喝醉酒，向爾冬陞吐露心事，覺得拍三級片無顏以見江東父老（林慶隆於1994-95年間執導了三部三級片）。爾冬陞有感於此，再加上許多電影圈的真實現狀，編成這個故事。此片中在商業票房與藝術水準間掙扎的年輕導演便是林慶隆的寫照。[5]

## 獎項及提名
| 頒獎典禮               | 獎項             | 名單                                                      | 結果 |
| ---------------------- | ---------------- | --------------------------------------------------------- | ---- |
| 第33屆金馬獎           | 最佳導演         | 爾冬陞、羅志良                                            | 提名 |
| 第33屆金馬獎           | 最佳女配角       | 舒淇                                                      | 提名 |
| 第33屆金馬獎           | 最佳視聽科技     | 先濤數碼企畫有限公司                                      | 提名 |
| 第47屆柏林影展         | 金熊獎           | 不適用                                                    | 提名 |
| 第16屆香港電影金像獎   | 最佳電影         | 不適用                                                    | 提名 |
| 第16屆香港電影金像獎   | 最佳導演         | 爾冬陞、羅志良                                            | 提名 |
| 第16屆香港電影金像獎   | 最佳男主角       | 張國榮                                                    | 提名 |
| 第16屆香港電影金像獎   | 最佳男配角       | 徐錦江                                                    | 提名 |
| 第16屆香港電影金像獎   | 最佳女配角       | 舒淇                                                      | 獲獎 |
| 第16屆香港電影金像獎   | 最佳新演員       | 舒淇                                                      | 獲獎 |
| 第16屆香港電影金像獎   | 最佳原創電影音樂 | 許愿、趙增熹、劉祖德                                      | 提名 |
| 第16屆香港電影金像獎   | 最佳原創電影歌曲 | 《色情男女》 作曲：蔡德才 填詞：林夕 主唱：莫文蔚、陳小春 | 提名 |
| 第2屆香港電影金紫荊獎  | 最佳女配角       | 舒淇                                                      | 獲獎 |
| 第2屆香港電影金紫荊獎  | 十大華語片獎     | 不適用                                                    | 獲獎 |
| 第2屆香港電影金紫荊獎  | 最富創意獎       | 不適用                                                    | 提名 |
| 香港電影導演會年度大獎 | 最傑出導演       | 爾冬陞、羅志良                                            | 獲獎 |
| 香港電影導演會年度大獎 | 最受推介電影     | 不適用                                                    | 獲獎 |

## 外部連結
- 香港影庫上《色情男女》的資料（繁體中文）
- 開眼電影網上《色情男女》的資料（繁體中文）
- 豆瓣电影上《色情男女》的資料 （简体中文）
- 时光网上《色情男女》的資料（简体中文）
- AllMovie上《色情男女》的资料（英文）
- 爛番茄上《色情男女》的資料（英文）
- 互联网电影数据库（IMDb）上《色情男女》的资料（英文）